# موکوچونگ
موکوچونگ (به انگلیسی: Mokokchung) یک منطقهٔ مسکونی در هند است که در بخش موکوکچانگ واقع شده‌است. موکوچونگ ۳۵٬۹۱۳ نفر جمعیت دارد و ۱٬۳۲۵ متر بالاتر از سطح دریا واقع شده‌است.